# Panolis flammea
Genre
Espèce
Panolis flammea, la Noctuelle du pin, est une espèce de lépidoptères (papillons) nocturnes de la famille des Noctuidae présente en Europe. C'est la seule espèce du genre monotypique Panolis.

## Synonymes
- Panolis griseovariegata Goeze, 1781
- Panolis piniperda Panzer, 1786

## Distribution
Europe, presque partout en France.

## Biologie
Espèce univoltine, ponte en mai sur de vieilles aiguilles, éclosion après une semaine environ, les chenilles consomment d'abord les jeunes pousses.

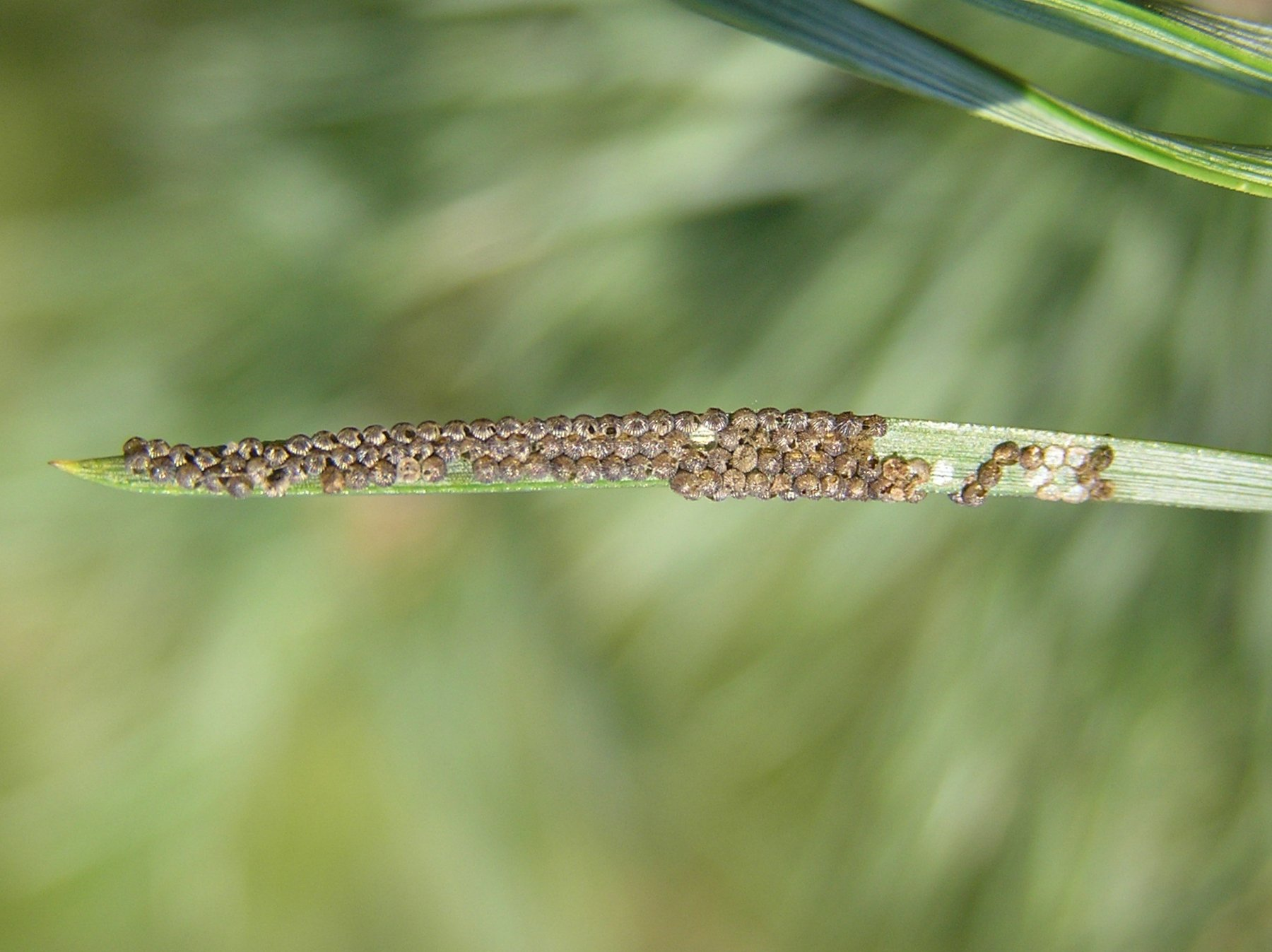
Œufs de Panolis flammea (Pologne)

### Plantes hôtes des chenilles
Conifères : Pinus, Picea, Abies, Cedrus, et parfois aussi Quercus et Betula.

### Chrysalide
La nymphose a lieu fin juillet environ dans la litière ou dans les anfractuosités des écorces. L'émergence se passera en mars-avril.